# ローマのパンクラティウス
ローマのパンクラティウス（Pancratius、英語: Pancras of Rome、生没年不詳）はローマで処刑された4世紀の殉教者。正教会、カトリック教会、聖公会の聖人。聖パンクラティウス。あるいは聖パンクラス、聖パンクラーツィオとも。

## 概説
パンクラティウスは14歳で殉教した少年殉教者で、生没年は明らかではないがディオクレティアヌス治下のローマで殉教したと伝えられる。聖人伝ではプリュギア人であったとされるが、パンクラティウスの両親は元々ローマ人であったとも言われる。氷の三聖人の一人で、中世においては十四救難聖人であった。
パンクラティウスは中欧を中心として人気が高いが、イングランドにおいてもパンクラティウスに捧げられた古教会が6つあり、そのうちの1つであるロンドン北部の教会からは墓地と駅の名前が名付けられている。パンクラティウスはその聖人伝から、宣誓の保護者、偽誓の懲罰者とされた。彼自身の名を冠する名儀教会のほか、サセックスのルイスに存在するクリュニー会修道院の守護聖人でもある。記念日は5月12日。パンクラティウスについての伝承は殉教ののちに作られたもので、証明されたものではなく歴史的信頼性はない。

## 聖人伝
パンクラティウスは貴族の両親の元に生まれた。プリュギアにおいて両親が死んでからは、叔父のディオニュシオスに保護されたのち、ローマへ移住した。ローマへ移住してまもなく教皇のコルネリウスによりキリスト教徒となった。ディオニュシオスの死後、キリスト教徒であるためにパンクラティウスは捕えられた。ディオクレティアヌスは年若い貴族の少年を憐れんで棄教するよう説得したが、パンクラティウスは逆に非キリスト教の神を批判した。この為にパンクラティウスはアウレリウス街道の路上で首を刎ねられ殉教した。パンクラティウスの体は元老院議員の妻であったオクタウィラの手により埋葬された。
のちにパンクラティウスの墓所で偽誓を行おうとした男は、墓所の格子戸に辿りつく前に倒れて死んだと言われる。また、パンクラティウスの墓所に手をあてて偽誓した男は、手が離れなくなりそのまま死んだという伝承もある。

## 崇敬
パンクラティウスへの崇敬は5世紀頃に始まる。聖人伝中にも言及されるパンクラティウスが埋葬された場所にはサン・パンクラーツィオ教会（バシリカ）が建てられている。この場所には古くから聖堂が建てられていたが、500年頃に教皇シンマクスがバシリカに建て替え、のちに教皇ホノリウス1世が改築したと伝えられる。この教会は16世紀以降、多くの巡礼者を集めた。パンクラティウスの聖遺物はこの聖堂だけではなく、サン・ジョバンニ・イン・ラテラノ大聖堂やサン・クレメンテ教会の他、ドイツやフランスなど中欧の各地の教会で保管されている。

## 絵画や彫刻
トゥニカに毛皮のマントを羽織った姿や、剣と棕櫚の枝を持った騎士の姿で描かれることが多い。

## ギャラリー

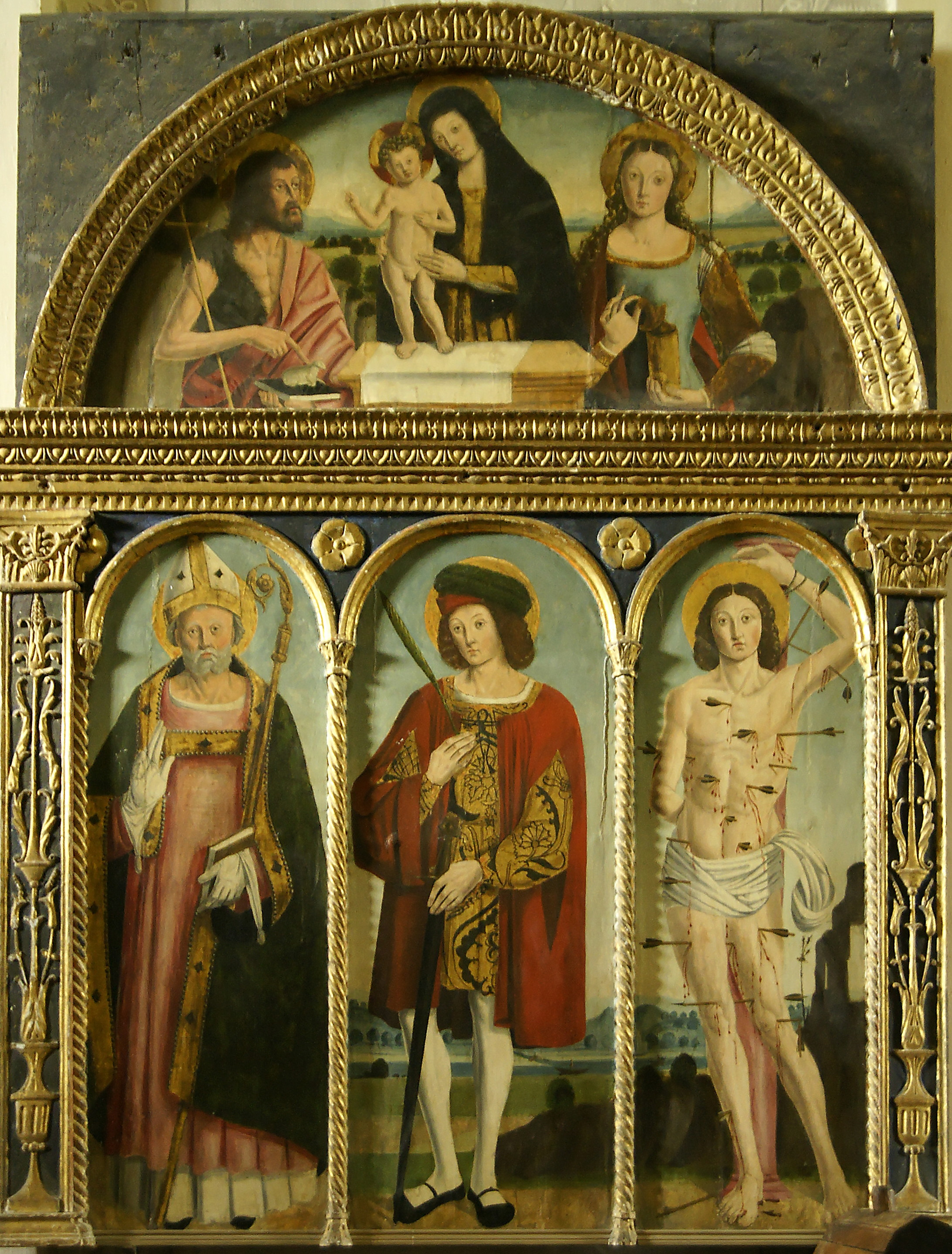
サン・ダルマス・ル・セルバージ（英語版）にある祭壇画の聖パンクラティウス
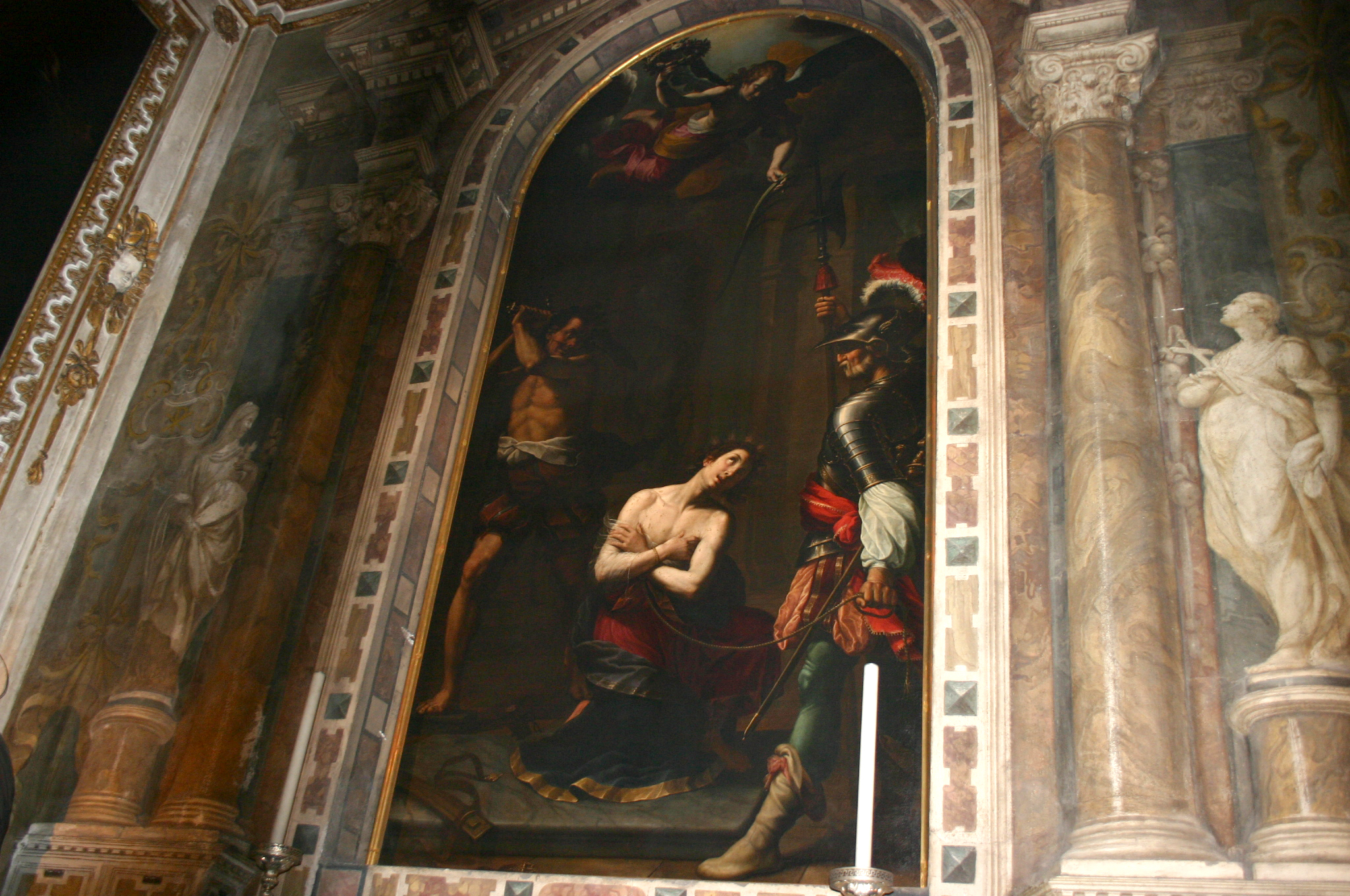
ミラノのサン・サン・アレッサンドロ教会（英語版）, 聖パンクラーツィオの殉教
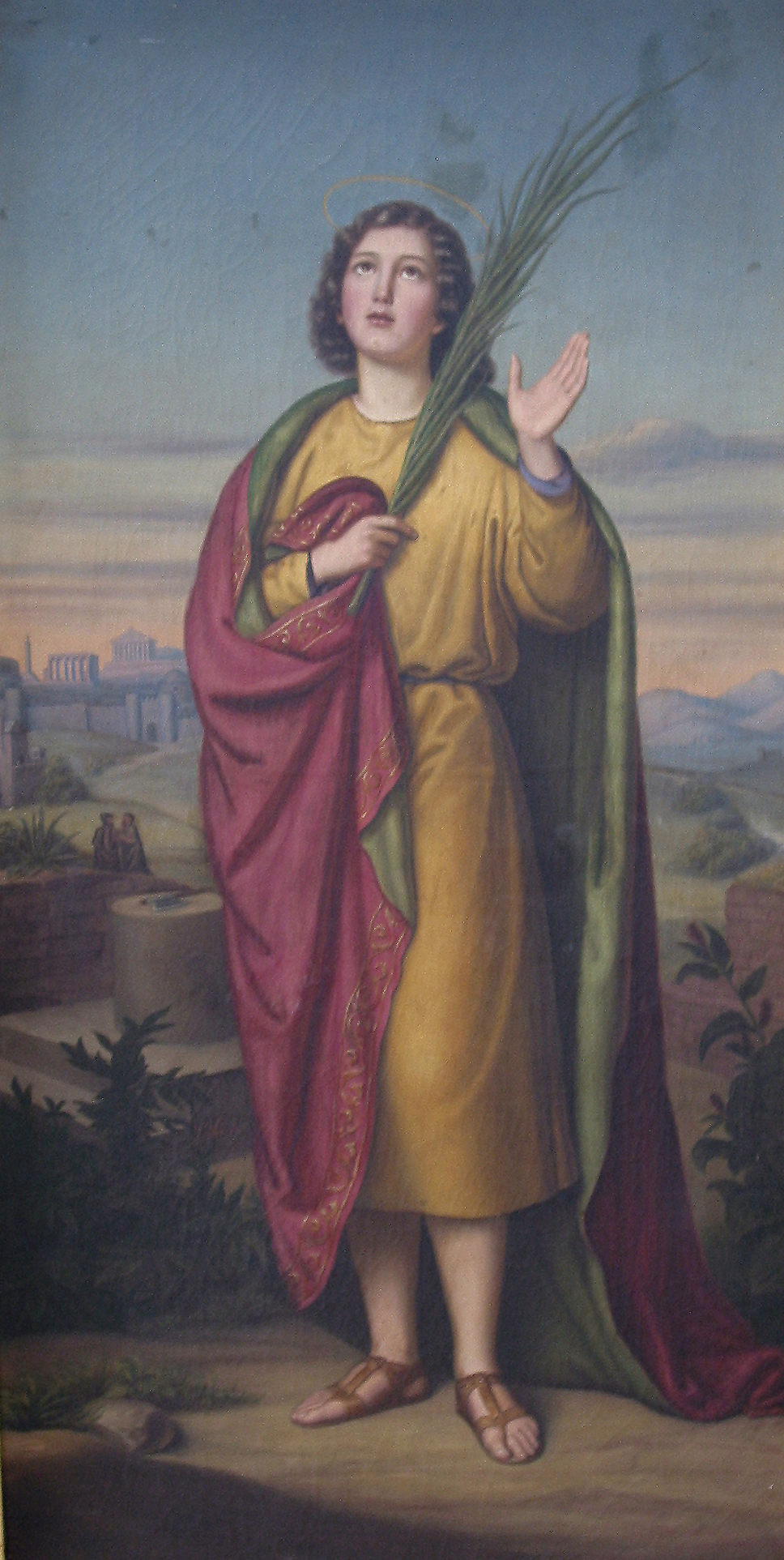
聖パンクラティウス(ランバート・ザックス (Lambert Sachs))
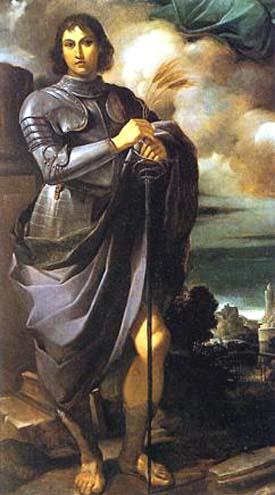
聖パンクラーツィオ (グエルチーノ)
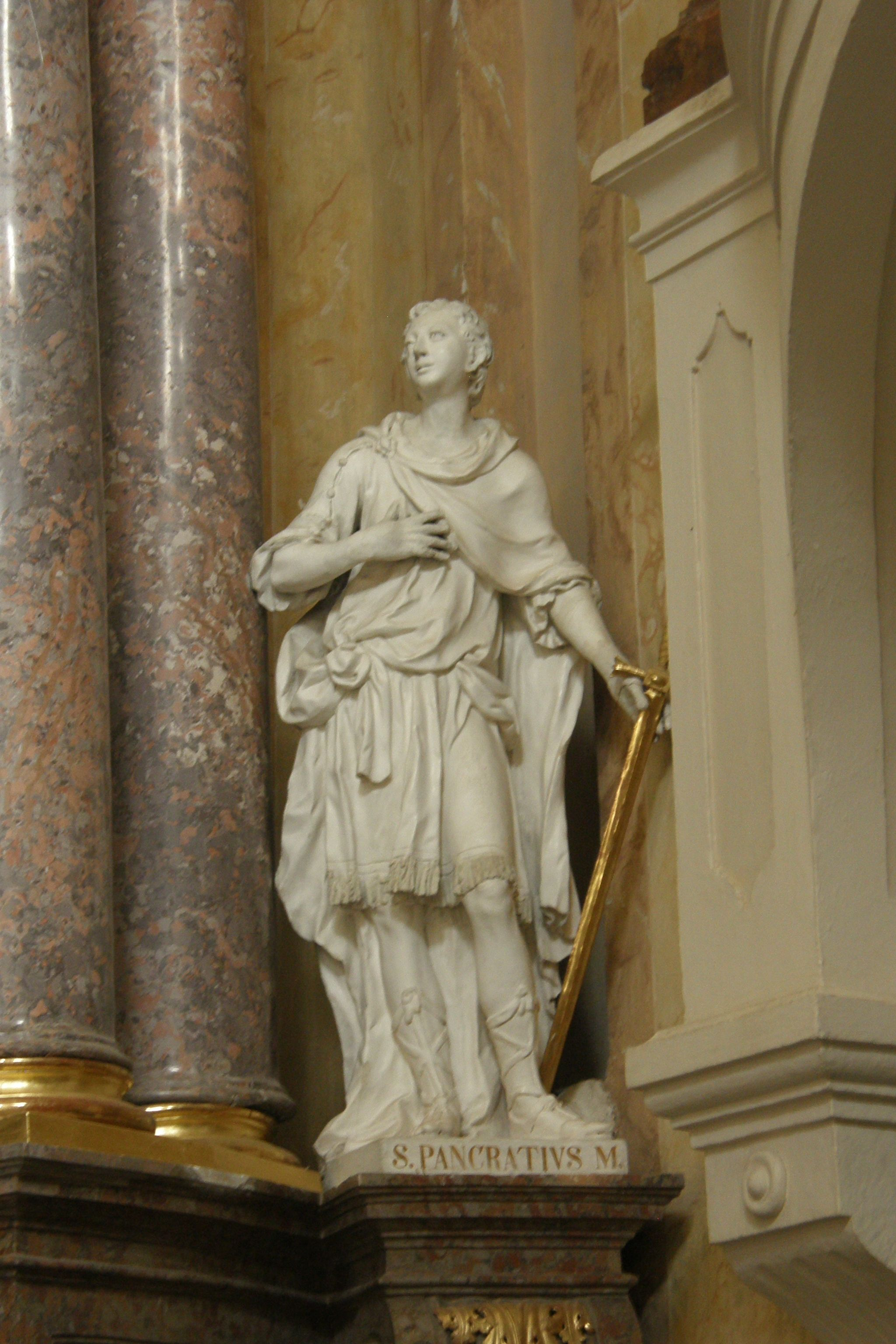
おとめマリア生誕教会(チェコ、ウラノフ（英語版）)にあるパンクラティウス像
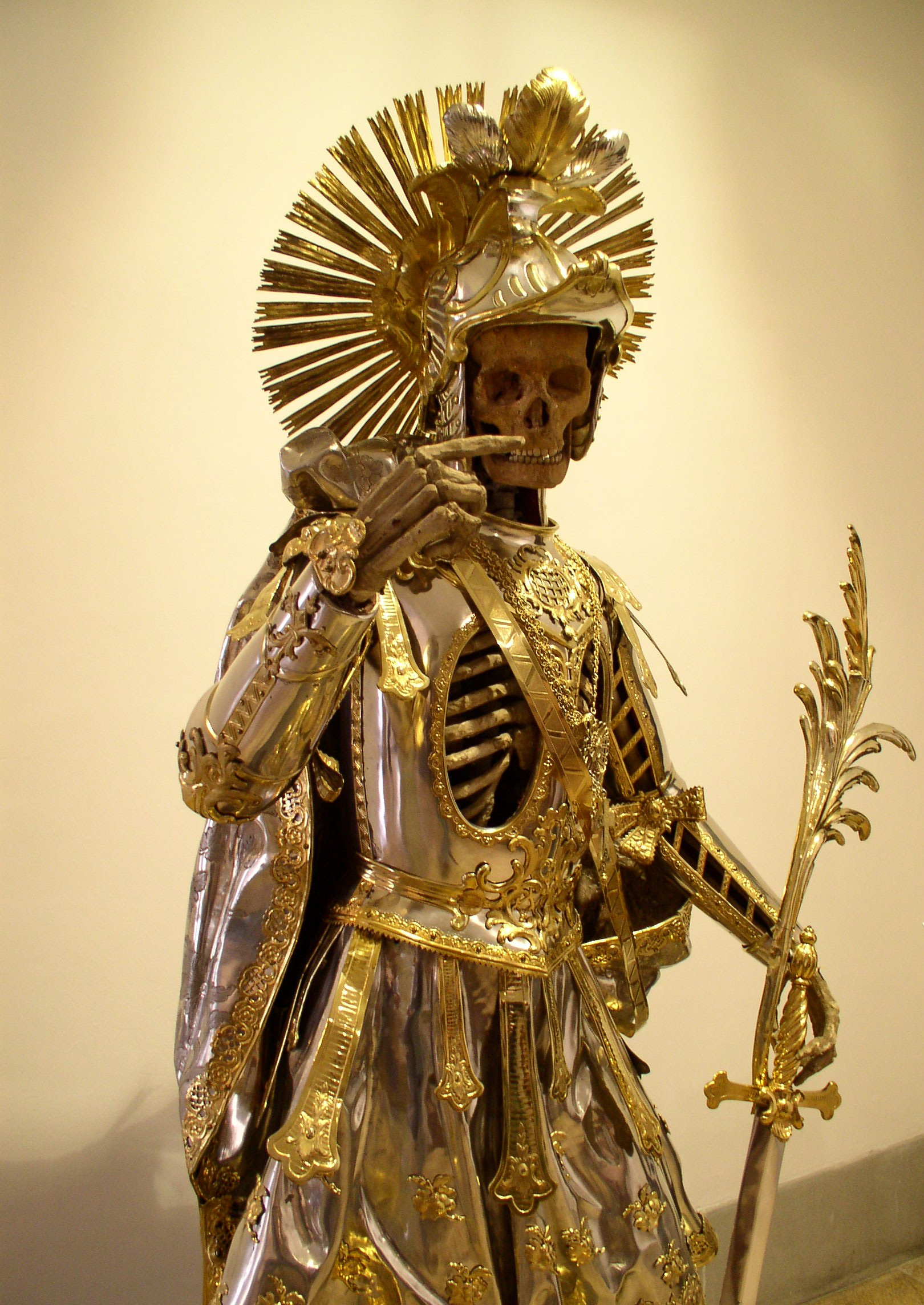
聖パンクラティウスの聖遺物 （カタコンベの聖人）